# 洛特氏魮
洛特氏魮（学名：Barbus lorteti）為輻鰭魚綱鯉形目鯉科魮属的其中一個種。分布於亞洲土耳其和敘利亞的奧龍特河流域，棲息於河川中層水域。

## 扩展阅读
維基物種上的相關：洛特氏魮